# Millencolin and the Hi-8 Adventures
Millencolin and the Hi-8 Adventures is een 74 minuten durende video. Het is gemaakt door de gitarist van Millencolin Erik Ohlsson, en bevat materiaal van live nummers, videos en beelden van tours en skateboardtricks van de band. De video is uitgegeven in 1999. Er zijn slechts 3000 kopieën van de soundtrack uitgegeven: 1000 in Europa, 1000 in Australië en 1000 in de Verenigde Staten. In 2003 kwam de video ook uit op dvd.
De band heeft de soundtrack van de film, Hi-8 Adventures Soundtrack, als een ep uitgegeven in 1999.
Nikola Šarčević · Mathias Färm · Fredrik Larzon · Erik Ohlsson
Albums en ep's: Use Your Nose · Skauch · Same Old Tunes · Life on a Plate · For Monkeys · Hi-8 Adventures Soundtrack · The Melancholy Collection · Pennybridge Pioneers · No Cigar · Millencolin/Midtown Split · Home from Home · Kingwood · Machine 15 · The Melancholy Connection · True Brew · SOS
Video's en dvd's: Millencolin and the Hi-8 Adventures